# 関精拙
関 精拙（せき せいせつ、1877年(明治10年)1月18日 - 1945年(昭和20年)10月2日）は、明治から昭和にかけての臨済宗の禅僧。道号は精拙、法諱は元浄。室号は青峨室。別に青峨、晩年峨翁と号する。俗姓は関。
兵庫県浜坂町（現在の美方郡新温泉町）出身。最初は天龍僧堂の橋本峨山に参禅。峨山遷化後暫くして神戸徳光院の高木龍淵に随時し嗣法。1922年(大正11年)9月、臨済宗第7代天龍寺派管長(1922-1945)に就任し管長在位のまま1945年(昭和20年10月20日)遷化。世寿68。

## 生涯

### 出生から天龍僧堂掛搭するまで
1877年1月18日に浜坂町で生まれた。父株本弁十郎安久、母千代、三男四女の末っ子。幼名を荘之助といった。父の安久は素山と号し、絵師として知られていた。ここの土地の風習に従って、荘之助は生後まもなく捨てられ、同地の天隣寺前住職の仁舟和尚に拾われた。
1879年(明治12年)には天隣寺住職の関祖舜と養子縁組がされ、1882年(明治15年)には養父で師匠の関祖舜につき得度し、元浄と名付けられた。また前住職の仁舟和尚からは経典祖録の教えを受けた。仁舟和尚は岡山の曹源寺で修行し、土地の人からは生き仏のごとく崇拝されていた。その後九歳になった元浄は、1886年(明治19年)になると正法寺の楽々北隠和尚について修学。北隠和尚は曹源寺の儀山善来のもとで修行、妙心寺の越渓守謙や相国寺の荻野独園らと同参であった。

### 僧堂掛搭から天龍寺塔頭慈済院住職就任まで
1893年(明治26年)元浄が16歳の時、天龍僧堂に掛塔。夏安居は高木龍淵老師に随伴して富山の国泰寺の結制に行く。そして冬安居の時からは、天龍僧堂師家が管長を兼任していた高木龍淵から橋本峨山に代わったので、その後峨山の鉄鎚を以後七年間受けることとなった。そして、1900年(明治33年)9月に天隣寺住職となったが、その年の10月には、まだ若い橋本峨山が突然遷化した。
そんなこともあって1902年(明治35年)には僧堂を暫暇し帰郷する。29歳の時に天隣寺住職を辞任し、1907年(明治40年)関精拙が30歳の時に、神戸にある徳光院に掛塔、高木龍淵老師に随時参禅し嗣法する。その後徳光院住職となったあと、1916年(大正5年)関精拙は天龍寺塔頭慈済院の住職となる。
1920年(大正9年)インドを訪れ、四大聖地をはじめ各仏跡を巡拝する。これには奥大節(1889-1970 萬壽僧堂師家その後臨済宗方広寺派管長)が同行した。

### 天龍寺派管長時代
1922年(大正11年)の5月に天龍寺派管長の高木臺嶽(関精拙の兄弟子　高木龍淵の法嗣)が遷化したため、同年9月、天龍僧堂師家並びに臨済宗天龍寺派管長に就任。
1934年(昭和9年)後醍醐天皇六百年大法要を厳修。1938年(昭和13年)には将兵慰問のため、二回にわたり訪中、(村上慈海1905～1985 相国寺派鹿苑寺住職)、山田無文(1900-1988 花園大学学長・祥福僧堂師家・禅文化研究所所長・臨済宗妙心寺派管長)らが同行する。1944年(昭和19年)臨済宗各派合同第三代管長に就任。そして翌年の10月2日に遷化。。(関精拙老師 略年譜 p9)

## 直弟子の思い出
以下は法嗣、関牧翁が師匠の関精拙に関しての思い出である。
『名人といわれた清水焼の清水六兵衛さんが、関精拙管長に差し上げるために、自分で焼いた皿を天龍寺に持って来られた。会食後、後片付け最中、私はお客様の前で緊張していて、その大切な皿を持ち上げた瞬間、手をすべらせて真っ二つに割ってしまったのです。まさに全身から血が失せて氷づいたようになった。その時関精拙管長の声が聞こえたのです。「おい、怪我しなかったか」思いもかけぬ、労りの言葉と申し訳なさに、私はなぜか泣けて仕方がなかった。この言葉で私の運命は変わった。よし関精拙老師に、生涯仕えてみようと決心したのでした』。(関牧翁著 p20)

## 主な画
書は勿論のこと、関精拙の父が絵師であったこともあり多くの画も残している。

『朱達磨初祖半身像』　天龍寺蔵

『伝法仏祖図』釈尊八十一伝法沙門精拙謹写　徳光院蔵

『弘源寺毘沙門天像』　弘源寺蔵

『金剛力士像』　慈済院蔵

『寒山拾得』　天隣寺蔵

## 法嗣弟子
- 山田無文(花園大学学長・祥福僧堂師家・禅文化研究所所長・臨済宗妙心寺派管長　生没1900～1988)
- 関牧翁(臨済宗天龍寺派管長　生没1903～1991)

## 著書
- 『天竺行脚』 関精拙 著  貝葉書院  1922
- 『大乗仏教と日本精神』 関精拙 述  顕道書院 1937
- 『十牛図』 大森曹玄 文,関精拙 画  柏樹社 1983
- 『武士道乃高揚』 関精拙 述,山田無文 編  顕道書院 1942
- 『嵐峰松籟』 関峨翁 書画  慈済院 1944